# 卡尔·舒李希特
卡尔·阿道夫·舒李希特（德語：Carl Adolph Schuricht，1880年7月3日—1967年1月7日），德國指挥家。

## 生平

### 早年
舒李希特出生于一个管风琴制作人家庭，6岁开始学习小提琴和钢琴。11岁他尝试作曲，创作了两部歌剧，并且自己编写剧本。15岁的他首次指挥乐队。1901年他获得了第一份音乐工作，在美因兹市立剧院担任合唱指挥。一年后他获得了 Kuszynski基金作曲奖和弗朗兹·冯·门德尔松颁发的奖学金。这使得他能继续在柏林音乐高校学习。他的钢琴老师是恩斯特·鲁道夫，作曲家恩格伯特·洪佩尔丁克则教授他作曲。后来他还在莱比锡拜马克思·雷格为师。

### 职业生涯
1907年他成为茨维考市立剧院小歌剧乐队队长。两年后他获得了另一份差事，在法兰克福继齐格弗里德·奥赫斯之后指挥吕深清唱剧合唱团。1912年，31岁的他被任命为威斯巴登市立交响乐团音乐指导。一年后的9月他大胆的在威斯巴登指挥了马勒的第八交响曲（千人），这距这首交响曲在慕尼黑的世界首演刚好三年。20世纪10年代他被邀请到伦敦指挥，并且登台米兰斯卡拉歌剧院。
1923年舒李希特成为威斯巴登市立交响乐团音乐总监直到1944年。这段时间他巡回德国还到国外做演出，包括首届德国马勒音乐节（威斯巴登 1923），圣路易斯（1927），施凡宁根夏季音乐节（1930-1939），伦敦（1931）。1933年他被任命为柏林爱乐乐合唱团指挥，一年后他第一次和维也纳爱乐乐团合作。1937年到1944年间他是法兰克福广播交响乐团首席客席指挥。1943年到1944年他是德累斯顿爱乐乐团的首席客席指挥，1944年成为其音乐指导。1944年秋他离开德国，去到日内瓦湖畔，开始与瑞士罗曼德管弦乐团合作。
二战后1946年舒李希特在萨尔茨堡音乐节重新开幕的音乐会上指挥了维也纳爱乐乐团。1948年/1949年间他获赠布鲁克纳奖牌并在1953年成为威斯巴登荣誉市民。1956年他在金色大厅富特文格勒逝世纪念音乐会上指挥了维也纳爱乐乐团。同年他在里昂音乐节上指挥了贝多芬全部交响曲，在美国巡演中共指挥了12部协奏曲。1957年他被邀请到芝加哥交响音乐节演出，还因邀出席了马萨诸塞州坦格活德的波克夏音乐节指挥波士顿交响乐团。1958年，在美国之行后，他和维也纳爱乐乐团执行了下一个巡演计划，一个月之内在瑞士，法国，西班牙和布雷根茨指挥了10场音乐会。1960年，在他的八十大寿之际，维也纳爱乐乐团授予他荣誉会员身份。
60年代卡尔·舒李希特继续与维也纳爱乐乐团合作，出席萨尔茨堡音乐节，还作客柏林和伦敦。他的最后一场音乐会是1965年萨尔斯堡音乐节上指挥维也纳爱乐乐团所作的。2年后，他以86岁高龄逝世于瑞士沃韋科尔索家中。

## 評價
虽然他在指挥界名声并不显赫，普遍认为，其艺术价值并未为大众所发掘，但他却深受乐团成员和听众的爱戴。他是维也纳爱乐乐团1956年访美之行的主要指挥。。

## 外部連結
- 卡尔·舒李希特的Discogs页面 （英文）